# 陳惟直
陳惟直（1540年—1588年），字伯生，號寅斋，四川嘉定州洪雅縣人，明朝政治人物。

## 生平
由縣學生中式四川鄉試第一名舉人，嘉靖四十四年（1565年）乙丑科會試中式第一百二十九名，廷试三甲一百九十三名進士。都察院观政，本年八月授江西安福縣知縣，隆慶三年（1569年）三月擢吏部主事，万历元年（1573年）二月復除本部，二年正月升员外，三年二月升驗封司郎中，有鯁直聲。四年二月給假歸，言官交薦，六年九月復除本部，七年三月升湖广左参政，提督太岳、分守下荆南道，患病致仕。十二年十月起补山西左参政，十三年闰九月升陕西按察使，十四年三月升湖廣右布政使，十五年九月升本司左布政，十六年正月卒。
其生平以名節自持，在山西時，特黜佞臣宋之問祠。人服其有識。
`

## 家族
曾祖陳永道，祖陳孟舉，父陳誥，學正、累赠郎中；嫡母譚氏，贈安人；繼母楊氏，累封贈安人；生母周氏，封太安人。兄惟重；惟勤。